# Мария де Монмирай
Мария де Монмирай (фр. Marie de Montmirail) (ум. 20 сентября 1272) — виконтесса Мо, шателен Камбре, дама де Монмирай, де Ла Ферте-Анку, де Ла-Ферте, де Конде, д’Уази и де Кревкёр.
Дочь Жана I де Монмирая (ум. 1217) и Гедвиги де Дампьер (ум. 1224), младшая из шестерых детей. На генеалогических сайтах иногда указывается 1192 год рождения, но в хартии 1202 года упоминаются только её братья Гильом и Жан и сестра Елизавета. Это значит, что Мария в то время ещё не родилась или была моложе 2-3 лет.
Предположительно в 1212 году вышла замуж за Ангеррана III де Куси (ум. 1242), графа де Руси и дю Перш, став его третьей женой. Вероятно, в то время была ещё ребёнком, потому что их дети родились после 1220 года. Т. Эвергейтс относит рождение Марии примерно к 1205 году, а брак — к 1219.
В 1262 году после смерти братьев, Жана II (ум. ок. 1240) и Матьё, объединила в своих руках все отцовские владения. В хартии, датированной 1 марта 1262 года, было зафиксировано соглашение о разделе владений между Изабеллой де Вильбон, вдовой Матьё де Монмирая, и Ангерраном IV де Куси, сыном Марии. В том же году Мария обратилась к королю Наварры с просьбой признать наследование её родовых владений Ангерраном согласно заключённому соглашению. Через два года передала их сыну Ангеррану, оставив за собой титул дамы де ла Фер.
Дети:
- Мария де Куси (ум. 1284/85), первый муж (1239) — король Шотландии Александр II, второй муж (1251/52) — Жан д’Акр (ум. 1296), сын Жана де Бриенна, короля Иерусалима.
- Рауль II де Куси (погиб в 1250 г. в Египте), бездетный. Сеньор де Куси, де Марль и де ла Фер.
- Ангерран IV де Куси (ум. 1311), виконт Мо, бездетный. В 1272 г. после смерти матери продал шателению Камбре графу Фландрии Ги де Дампьеру (вместе с сеньориями Кревкёр и Арлё — за 20 тысяч фландрских ливров).
- Жан де Куси, умер в молодом возрасте
- Аликс де Куси (ум. 1283 или позже), жена графа Гина Арнульда III.

Сыновья Аликс де Куси унаследовали все бывшие владения Марии де Монмирай (кроме проданной шателении Камбре) после смерти её младшего сына Ангеррана IV (1311). Они же стали наследниками отца, и получили соответственно:
- Ангерран V — сеньории Куси, Марль, Ла Фер, Уази, Авренкур, Монмирай, Конде-ан-Бри, Шато-Тьерри;
- Жан — виконтство Мо, сеньории Ла Ферте-Гоше, Ла Ферте-Анку.

Мария де Монмирай была похоронена в аббатстве Лонпон рядом со своим отцом и сыном Ангерраном IV. Гробница Марии известна по рисункам XVII века: до наших дней она не дошла. Сохранилась хартия, где предусматривается погребение Марии де Монмирай в аббатстве. Мария пользовалась личной печатью с изображением сидящей на коне дамы с соколом на руке.